# Diriyya E-Prix
Der Diriyya E-Prix ist ein Automobilrennen der FIA-Formel-E-Meisterschaft in Diriyya, Saudi-Arabien. Es wurde erstmals am 15. Dezember 2018 im Rahmen der FIA-Formel-E-Meisterschaft 2018/19 ausgetragen.

## Geschichte
Im Frühjahr 2018 gab die Formula E Holdings den Abschluss eines Zehn-Jahres-Vertrags mit Saudi-Arabien über die jährliche Durchführung eines Rennens im Rahmen der FIA-Formel-E-Meisterschaft bekannt. Die Bekanntgabe sorgte für Kritik, da Saudi-Arabien in den Huthi-Konflikt im benachbarten Jemen verwickelt ist und zudem oftmals Verstöße gegen die Menschenrechte erfolgen. Durch die Ermordung von Jamal Khashoggi im Oktober 2018 verstärkte sich diese Kritik nochmal deutlich. Unter anderem schrieb Mohammad Taqi, Kolumnist der Huffpost, über die FIA-Formel-E-Meisterschaft: „Das E steht jetzt für Exekution!“ Neben dem Diriyya E-Prix gilt die Kritik auch anderen internationalen Sportereignissen, mit denen Saudi-Arabien eine „Imagepolitur“ betreiben will, darunter Boxkämpfen, Fußballspielen, Tennismatches sowie Wrestling-Veranstaltungen. Alejandro Agag, Geschäftsführer der Formula E Holdings, sagte bei der im Oktober 2018 durchgeführten Future-Investment-Initiative-Konferenz in Riad über Saudi-Arabien: „Das ist das neue Zuhause der Formel E“.
Der erste Diriyya E-Prix fand auf der Formel-E-Rennstrecke Diriyya statt. António Félix da Costa gewann das Rennen vor Jean-Éric Vergne und Jérôme D’Ambrosio. Im Rahmen der zweiten Auflage wurden zwei Rennen ausgetragen. Das Rennen am Freitag gewann Sam Bird vor André Lotterer und Stoffel Vandoorne. Im Samstags-Rennen war Alexander Sims vor Lucas di Grassi erfolgreich, Dritter wurde erneut Vandoorne.
Auch im Rahmen der dritten Austragung fanden zwei Rennen statt. Nyck de Vries gewann das erste Rennen vor Edoardo Mortara und Mitch Evans. Das zweite Rennen gewann Bird vor Robin Frijns und Félix da Costa.

## Ergebnisse
| Auflage | Jahr    | Strecke                      | Sieger                                             | Zweiter                                                    | Dritter                                             | Pole-Position                                      | Schnellste Runde                                      |
| ------- | ------- | ---------------------------- | -------------------------------------------------- | ---------------------------------------------------------- | --------------------------------------------------- | -------------------------------------------------- | ----------------------------------------------------- |
| 1       | 2018/19 | Formel-E-Rennstrecke Diriyya | António Félix da Costa (BMW i Andretti Motorsport) | Jean-Éric Vergne (DS Techeetah)                            | Jérôme D’Ambrosio (Mahindra Racing)                 | António Félix da Costa (BMW i Andretti Motorsport) | André Lotterer (DS Techeetah)                         |
| 2.1     | 2019/20 | Formel-E-Rennstrecke Diriyya | Sam Bird (Envision Virgin Racing)                  | André Lotterer (TAG Heuer Porsche Formula E Team)          | Stoffel Vandoorne (Mercedes-Benz EQ Formula E Team) | Alexander Sims (BMW i Andretti Motorsport)         | Daniel Abt (Audi Sport ABT Schaeffler Formula E Team) |
| 2.2     | 2019/20 | Formel-E-Rennstrecke Diriyya | Alexander Sims (BMW i Andretti Motorsport)         | Lucas di Grassi (Audi Sport ABT Schaeffler Formula E Team) | Stoffel Vandoorne (Mercedes-Benz EQ Formula E Team) | Alexander Sims (BMW i Andretti Motorsport)         | António Félix da Costa (DS Techeetah)                 |
| 3.1     | 2020/21 | Formel-E-Rennstrecke Diriyya | Nyck de Vries (Mercedes-EQ Formula E Team)         | Edoardo Mortara (ROKiT Venturi Racing)                     | Mitch Evans (Jaguar Racing)                         | Nyck de Vries (Mercedes-EQ Formula E Team)         | Stoffel Vandoorne (Mercedes-EQ Formula E Team)        |
| 3.2     | 2020/21 | Formel-E-Rennstrecke Diriyya | Sam Bird (Jaguar Racing)                           | Robin Frijns (Envision Virgin Racing)                      | António Félix da Costa (DS Techeetah)               | Robin Frijns (Envision Virgin Racing)              | Nyck de Vries (Mercedes-EQ Formula E Team)            |
| 4.1     | 2021/22 | Formel-E-Rennstrecke Diriyya | Nyck de Vries (Mercedes-EQ Formula E Team)         | Stoffel Vandoorne (Mercedes-EQ Formula E Team)             | Jake Dennis (Avalanche Andretti Formula E)          | Stoffel Vandoorne (Mercedes-EQ Formula E Team)     | Nick Cassidy (Envision Racing)                        |
| 4.2     | 2021/22 | Formel-E-Rennstrecke Diriyya | Edoardo Mortara (ROKiT Venturi Racing)             | Robin Frijns (Envision Racing)                             | Lucas di Grassi (ROKiT Venturi Racing)              | Nyck de Vries (Mercedes-EQ Formula E Team)         | Sam Bird (Jaguar TCS Racing)                          |
| 5.1     | 2022/23 | Formel-E-Rennstrecke Diriyya | Pascal Wehrlein (TAG Heuer Porsche Formula E Team) | Jake Dennis (Avalanche Andretti Formula E)                 | Sam Bird (Jaguar TCS Racing)                        | Sébastien Buemi (Envision Racing)                  | René Rast (Neom McLaren Formula E Team)               |
| 5.2     | 2022/23 | Formel-E-Rennstrecke Diriyya | Pascal Wehrlein (TAG Heuer Porsche Formula E Team) | Jake Dennis (Avalanche Andretti Formula E)                 | René Rast (Neom McLaren Formula E Team)             | Jake Hughes (Neom McLaren Formula E Team)          | Sam Bird (Jaguar TCS Racing)                          |
| 6.1     | 2024/24 | Formel-E-Rennstrecke Diriyya | Jake Dennis (Andretti Formula E)                   | Jean-Éric Vergne (DS Penske)                               | Nick Cassidy (Jaguar TCS Racing)                    | Jean-Éric Vergne (DS Penske)                       | Jake Dennis (Andretti Formula E)                      |
| 6.2     | 2023/24 | Formel-E-Rennstrecke Diriyya | Nick Cassidy (Jaguar TCS Racing)                   | Robin Frijns (Envision Racing)                             | Oliver Rowland (Nissan Formula E Team)              | Oliver Rowland (Nissan Formula E Team)             | Jake Dennis (Andretti Formula E)                      |